# 길정천
길정천(吉亭川)은 인천광역시 강화군 양도면 길정리 진강산과 덕정산에서 발원하여 길상면 선두리에서 황해로 유입하는 하천이다. 길정저수지에서 하구 인근까지 5.88 km 구간은 지방하천으로 관리되고 있다. 상류 부분은 문현천(門峴川)으로 불리며, 그 중 1.27 km 구간은 강화군의 소하천으로 관리되고 있다. 문현(門峴)은 길정리의 마을 이름이다.

## 지류
- 길정천
  - 덕교천